# Vanja Udovičić
Vanja Udovičić, eredetileg Franjo Udovičić (szerb cirill átírással: Вања Удовичић) (Belgrád, 1982. szeptember 12. –) olimpiai ezüst-, és bronzérmes (2004, 2008, 2012), világbajnok (2005, 2009), és Európa-bajnok szerb vízilabdázó, 2013 óta Szerbia ifjúsági és sportminisztere.